# Niobio
Il niobio è l'elemento chimico con simbolo Nb.

## Storia
Il niobio, chiamato così in onore di Niobe, una figlia di Tantalo, e precedentemente noto come columbio (Cb), in riferimento alla Columbia americana, fu scoperto nel 1801 da Hatchett in un minerale inviato in Inghilterra dal Massachusetts. Il nome niobio fu ufficialmente adottato dalla IUPAC nel 1950.
Per molto tempo fu difficile distinguerlo dal tantalio, fino a quando Heinrich Rose e Jean Charles Galissard de Marignac lo riscoprirono nel 1846. Dato che Rose non era al corrente del precedente lavoro di Hatchett, diede all'elemento il nuovo nome di niobio. Le differenze tra tantalio e niobio furono inequivocabilmente dimostrate nel 1864 da Christian Blomstrand, che fu il primo a ottenere il metallo in forma pura scaldando il suo cloruro in atmosfera di idrogeno, Henri Sainte-Claire Deville e Louis Joseph Troost, che determinarono le formule di alcuni composti nel 1865.

## Chimica nucleare
| Caratteristica       |                |
| -------------------- | -------------- |
| Numero atomico       | 41             |
| Massa molecolare     | 92,90637 g/mol |
| Massa monoisotopica  | 92,90637 g/mol |
| Stati di ossidazione | +2, +3, +5     |

### Isotopi
Il niobio naturale (Nb) è composto da un isotopo stabile (Nb-93). I radioisotopi più stabili sono Nb-92 con una vita media di 34,7 milioni di anni, Nb-94 (vita media: 20.300 anni) e Nb-91 con una vita media di 680 anni. Esiste anche un isomero nucleare a 31 keV la cui vita media è di 16,13 anni.
Sono stati caratterizzati anche altri ventitré radioisotopi. La maggior parte di questi ha una vita media inferiore a due ore, ad eccezione di Nb-95 (35 giorni), Nb-96 (23,4 ore) e Nb-90 (14,6 ore). Gli isotopi prima Nb-93 decadono principalmente attraverso cattura elettronica, mentre quelli dopo tramite decadimento β con alcuni casi di emissione di neutroni (Nb-104, Nb-109 ed Nb-110).
Solo Nb-95 (35 giorni), Nb-97 (72 minuti) e gli isotopi più pesanti con emivite di pochi secondi vengono prodotti in quantità significative per fissione, poiché gli altri isotopi sono oscurati da isotopi stabili o a lunghissima emivita (Zr-93) dell'elemento precedente, lo zirconio, derivanti dalla produzione tramite decadimento beta dei frammenti di fissione ricchi di neutroni.
Nb-95 è il prodotto di decadimento dello Zr-95 (64 giorni), quindi la scomparsa del Nb-95 nel combustibile nucleare esausto è più lenta di quanto ci si aspetterebbe dalla sola sua emivita di 35 giorni. Minuscole quantità degli altri isotopi possono essere prodotte come prodotti diretti della fissione.
| Simbolo | Z  | N  | Massa monoisotopica (u)       | Emivita         | Spin   |
| Simbolo | Z  | N  | Energia di ionizzazione (keV) | Emivita         | Spin   |
| ------- | -- | -- | ----------------------------- | --------------- | ------ |
| 81Nb    | 41 | 40 | 80,94903(161)                 | < 44 ns         | -3/2   |
| 82Nb    | 41 | 41 | 81,94313(32)                  | 51(5) ms        | 0+     |
| 83Nb    | 41 | 42 | 82,93671(34)                  | 4,1(3) s        | +5/2   |
| 84Nb    | 41 | 43 | 83,93357(32)                  | 9,8(9) s        | +3     |
| 84mNb   | 41 | 43 | 338(10)                       | 103(19) ns      | -5     |
| 85Nb    | 41 | 44 | 84,92791(24)                  | 20,9(7) s       | +9/2   |
| 85mNb   | 41 | 44 | 759(10)                       | 12(5) s         | -1/2   |
| 86Nb    | 41 | 45 | 85,92504(9)                   | 88(1) s         | +6     |
| 86mNb   | 41 | 45 | 250(160)                      | 56(8) s         | alto   |
| 87Nb    | 41 | 46 | 86,92036(7)                   | 3,75(9) min     | -1/2   |
| 87mNb   | 41 | 46 | 3,84(14)                      | 2,6(1) min      | +9/2   |
| 88Nb    | 41 | 47 | 87,91833(11)                  | 14,55(6) min    | +8     |
| 88mNb   | 41 | 47 | 40(140)                       | 7,8(1) min      | -4     |
| 89Nb    | 41 | 48 | 88,913418(29)                 | 2,03(7) h       | +9/2   |
| 89mNb   | 41 | 48 | 0(30)                         | 1,10(3) h       | -1/2   |
| 90Nb    | 41 | 49 | 89,911265(5)                  | 14,60(5) h      | +8     |
| 90m1Nb  | 41 | 49 | 122,370(22)                   | 63(2) µs        | +6     |
| 90m2Nb  | 41 | 49 | 124,67(25)                    | 18,81(6) s      | -4     |
| 90m3Nb  | 41 | 49 | 171,10(10)                    | <1 µs           | +7     |
| 90m4Nb  | 41 | 49 | 382,01(25)                    | 6,19(8) ms      | +1     |
| 90m5Nb  | 41 | 49 | 1.880,21(20)                  | 472(13) ns      | -11    |
| 91Nb    | 41 | 50 | 90,906996(4)                  | 680(130) a      | +9/2   |
| 91m1Nb  | 41 | 50 | 104,60(5)                     | 60,86(22) d     | -1/2   |
| 91m2Nb  | 41 | 50 | 2.034,35(19)                  | 3,76(12) µs     | -17/2  |
| 92Nb    | 41 | 51 | 91,907194(3)                  | 3,47(24)e+7 a   | +7     |
| 92m1Nb  | 41 | 51 | 135,5(4)                      | 10,15(2) d      | +2     |
| 92m2Nb  | 41 | 51 | 225,7(4)                      | 5,9(2) µs       | -2     |
| 92m3Nb  | 41 | 51 | 2.203,.3(4)                   | 167(4) ns       | -11    |
| 93Nb    | 41 | 52 | 92,9063781(26)                | stabile         | +9/2   |
| 93mNb   | 41 | 52 | 30.,77(2)                     | 16,13(14) a     | -1/2   |
| 94Nb    | 41 | 53 | 93,9072839(26)                | 2,03(16)e+4 a   | +6     |
| 94mNb   | 41 | 53 | 40,902(12)                    | 6,263(4) min    | +3     |
| 95Nb    | 41 | 54 | 94,9068358(21)                | 34.991(6) d     | +9/2   |
| 95mNb   | 41 | 54 | 235.690(20)                   | 3,61(3) d       | -1/2   |
| 96Nb    | 41 | 55 | 95,908101(4)                  | 23,35(5) h      | +6     |
| 97Nb    | 41 | 56 | 96,9080986(27)                | 72,1(7) min     | +9/2   |
| 97mNb   | 41 | 56 | 743,35(3)                     | 52,7(18) s      | -1/2   |
| 98Nb    | 41 | 57 | 97,910328(6)                  | 2,86(6) s       | +1     |
| 98mNb   | 41 | 57 | 84(4)                         | 51,3(4) min     | +5     |
| 99Nb    | 41 | 58 | 98,911618(14)                 | 15(2) s         | +9/2   |
| 99mNb   | 41 | 58 | 365,29(14)                    | 2,6(2) min      | -1/2   |
| 100Nb   | 41 | 59 | 99914182(28)                  | 1,5(2) s        | +1     |
| 100mNb  | 41 | 59 | 470(40)                       | 2,99(11) s      | +4, +5 |
| 101Nb   | 41 | 60 | 100.915252(20)                | 7,1(3) s        | +5/2   |
| 102Nb   | 41 | 61 | 101.91804(4)                  | 1,3(2) s        | 1+     |
| 102mNb  | 41 | 61 | 130(50)                       | 4,3(4) s        | alto   |
| 103Nb   | 41 | 62 | 102,91914(7)                  | 1,5(2) s        | +5/2   |
| 104Nb   | 41 | 63 | 103.92246(11)                 | 4,9(3) s        | +1     |
| 104mNb  | 41 | 63 | 220(120)                      | 940(40) ms      | alto   |
| 105Nb   | 41 | 64 | 104,92394(11)                 | 2,95(6) s       | +5/2   |
| 106Nb   | 41 | 65 | 105,92797(21)                 | 920(40) ms      | +2     |
| 107Nb   | 41 | 66 | 106,93031(43)                 | 300(9) ms       | +5/2   |
| 108Nb   | 41 | 67 | 107,93484(32)                 | 0,193(17) s     | +2     |
| 109Nb   | 41 | 68 | 108,93763(54)                 | 190(30) ms      | +5/2   |
| 110Nb   | 41 | 69 | 109,94244(54)                 | 170(20) ms      | +2     |
| 111Nb   | 41 | 70 | 110,94565(54)                 | 80 ms [>300 ns] | +5/2   |
| 112Nb   | 41 | 71 | 111,95083(75)                 | 60 ms [>300 ns] | +2     |
| 113Nb   | 41 | 72 | 112,95470(86)                 | 30 ms [>300 ns] | +5/2   |

## Abbondanza e disponibilità
Il niobio non si trova mai allo stato nativo. I minerali in cui compare sono la niobite (Fe, Mn) (Nb, Ta)2O6, la niobite-tantalite (Fe, Mn) (Ta, Nb)2O6, il pirocloro NaCaNb2O6F e l'euxenite (Y, Ca, Ce, U, Th) (Nb, Ta, Ti)2O6. I principali paesi produttori di niobio sono il Brasile, che rappresenta circa il 60% della produzione totale, il Canada, la Nigeria e lo Zaire.

## Caratteristiche atomiche
Il niobio appartiene alla serie dei metalli di transizione, nello specifico al gruppo 5 del vanadio.
| Caratteristica             |                  |
| -------------------------- | ---------------- |
| Configurazione elettronica | [Kr] 4d4 5s1     |
| Energia di ionizzazione    | 6,75885 eV       |
| Affinità elettronica       | 0,894 ± 0,025 eV |
| Elettronegatività          | 1,6              |
| Polarizzabilità            | 98(8)            |
| Raggio atomico             | 164pm            |

| Z    | Isoel. Seq. | Guscio         | Stato fondamentale | Energia di ionizzazione (eV) |
| ---- | ----------- | -------------- | ------------------ | ---------------------------- |
| 41Nb | Nb          | [Kr]4d45s      | 6D1/2              | 6.75885                      |
| 41Nb | Zr          | [Kr]4d4        | 5D0                | [14.32]                      |
| 41Nb | Y           | [Kr]4d3        | 4F3/2              | [25.04]                      |
| 41Nb | Sr          | [Kr]4d2        | 3F2                | 37.611                       |
| 41Nb | Rb          | [Kr]4d         | 2D3/2              | 50.5728                      |
| 41Nb | Kr          | [Ar]3d104s24p6 | 1S0                | [102.069]                    |
| 41Nb | Br          | [Ar]3d104s24p5 | 2P°3/2             | 119.1                        |
| 41Nb | Se          | [Ar]3d104s24p4 | 3P2                | (136.0)                      |
| 41Nb | As          | [Ar]3d104s24p3 | 4S°3/2             | [159.2]                      |
| 41Nb | Ge          | [Ar]3d104s24p2 | 3P0                | (180.0)                      |
| 41Nb | Ga          | [Ar]3d104s24p  | 2P°1/2             | [200.28]                     |
| 41Nb | Zn          | [Ar]3d104s2    | 1S0                | [246.1]                      |
| 41Nb | Cu          | [Ar]3d104s     | 2S1/2              | 268.59                       |
| 41Nb | Ni          | [Ar]3d10       | 1S0                | [482.5]                      |
| 41Nb | Co          | [Ar]3d9        | 2D5/2              | (530)                        |
| 41Nb | Fe          | [Ar]3d8        | 3F4                | (581)                        |
| 41Nb | Mn          | [Ar]3d7        | 4F9/2              | (636)                        |
| 41Nb | Cr          | [Ar]3d6        | 5D4                | (688)                        |
| 41Nb | V           | [Ar]3d5        | 6S5/2              | (758)                        |
| 41Nb | Ti          | [Ar]3d4        | 5D0                | (816)                        |
| 41Nb | Sc          | [Ar]3d3        | 4F3/2              | (877)                        |
| 41Nb | Ca          | [Ar]3d2        | 3F2                | (940)                        |
| 41Nb | K           | [Ar]3d         | 2D3/2              | (1 000)                      |
| 41Nb | Ar          | [Ne]3s23p6     | 1S0                | [1 176]                      |
| 41Nb | Cl          | [Ne]3s23p5     | 2P°3/2             | [1 230.6]                    |
| 41Nb | S           | [Ne]3s23p4     | 3P2                | [1 293.7]                    |
| 41Nb | P           | [Ne]3s23p3     | 4S°3/2             | [1 368]                      |
| 41Nb | Si          | [Ne]3s23p2     | 3P0                | [1 439]                      |
| 41Nb | Al          | [Ne]3s23p      | 2P°1/2             | [1 488]                      |
| 41Nb | Mg          | [Ne]3s2        | 1S0                | [1 625.9]                    |
| 41Nb | Na          | [Ne]3s         | 2S1/2              | [1 684.97]                   |
| 41Nb | Ne          | 1s2s2p6        | 1S0                | [4 020.1]                    |
| 41Nb | F           | 1s2s2p5        | 2P°3/2             | [4 187]                      |
| 41Nb | O           | 1s2s2p4        | 3P2                | [4 369]                      |
| 41Nb | N           | 1s2s2p3        | (0,3/2)°3/2        | [4 540]                      |
| 41Nb | C           | 1s2s2p2        | 3P0                | [4 815]                      |
| 41Nb | B           | 1s2s2p         | 2P°1/2             | [5 011]                      |
| 41Nb | Be          | 1s2s2          | 1S0                | [5 265]                      |
| 41Nb | Li          | 1s2s           | 2S1/2              | (5 426.066)                  |
| 41Nb | He          | 1s2            | 1S0                | (22 648.046)                 |
| 41Nb | H           | 1s             | 2S1/2              | (23 388.850)                 |

## Caratteristiche chimico-fisiche
Il niobio è un metallo pesante polveroso duttile grigio lucente che assume una sfumatura bluastra quando rimane esposto all'aria a temperatura ambiente per tempi prolungati. Anche a temperature non elevate, viene lavorato in atmosfera inerte, dato che già a 200 °C tende a subire ossidazione.

### Caratteristiche elettroniche
| Caratteristica       |            |
| -------------------- | ---------- |
| Stato di ossidazione | da +5 a -1 |

Il niobio è leggermente meno elettropositivo e più piccolo rispetto al suo predecessore nella tavola periodica, mentre è praticamente identico in dimensioni al più pesante tantalio, a causa della contrazione dei lantanidi. L'elettrone d extra sembra contribuire a un legame metallo-metallo più forte nei metalli allo stato solido, portando a un punto di fusione, un punto di ebollizione e un'entalpia di atomizzazione più alti man mano che si procede dai metalli del gruppo IV(A) ai metalli del gruppo VI(A).
Sebbene il niobio presenti tutti i numeri di ossidazione formali dal +5 fino a -1, il suo stato più stabile è il +5. Lo stato di ossidazione +4 è presente negli  alogenuri, mentre gli stati +2 e +3 si trovano in composti a cluster basati su unità M6X12 ottaedriche.

### Caratteristiche termodinamiche
| Proprietà                                   |                       |
| ------------------------------------------- | --------------------- |
| Punto di fusione                            | 2477 °C               |
| Punto di ebollizione                        | 4744 °C               |
| Calore specifico                            | 0,26 J/g K            |
| Entalpia standard di formazione del liquido | 29,65 kJ/mol          |
| Entropia standard di formazione del liquido | 47,30 J/mol*K a 1 bar |

### Stato gassoso
| Proprietà                               |                        |
| --------------------------------------- | ---------------------- |
| Entalpia standard di formazione del gas | 733,04 kJ/mol          |
| Entropia standard di formazione del gas | 186,29 J/mol*K a 1 bar |

### Stato solido
| Caratteristica                             |                         |
| ------------------------------------------ | ----------------------- |
| Reticolo cristallino                       | cubica a corpo centrato |
| Entropia standard di formazione del solido | 36,47 J/mol*K           |

Nel 1955, Kouzmenko e Kazakova descrissero un minerale, la nenadkevichite, proveniente da Lovazero (Russia), con la composizione (Nb,Ti)Si2O7·2H2O. Rocha e altri ricercatori prepararono e caratterizzarono una serie di analoghi microporosi sintetici della nenadkevichite provenienti da Saint Hilaire, Quebec (Canada), con rapporti molari Ti/Nb che variavano da 0,8 a 17,1. I loro studi suggerirono che il niobio e il titanio sono coordinati in ottaedri distorti.

### Proprietà di trasporto
| Caratteristica        |            |
| --------------------- | ---------- |
| Conducibilità termica | 53,7 W/m K |

## Caratteristiche chimiche
Il niobio, che appartiene al gruppo V(A), è per molti aspetti simile ai suoi predecessori del gruppo IV(A). Reagisce con la maggior parte dei non metalli ad alte temperature (il fluoro reagisce con il niobio a temperatura ambiente, il cloro e l'idrogeno a 473 K e l'azoto a 673 K), producendo composti che sono frequentemente interstiziali e non stechiometrici. Il niobio è resistente alla maggior parte dei composti aggressivi e, di conseguenza, alla corrosione.
È resistente agli acidi, compresi: l'aqua regia, HCl, H2SO4, HNO3 e H3PO4, nonché a molti composti organici e inorganici. Il niobio è attaccato da acidi minerali concentrati e caldi, come miscele di HF e HF/HNO3, ma è resistente agli alcali fusi.

### Reazioni
Le reazioni conosciute del composto sono:
{\displaystyle {\ce {Nb+ + Nb -> (Nb+ * Nb)}}}   ΔrH° = 569 kJ/mol
{\displaystyle {\ce {(Nb+ * Nb) + Nb -> (Nb+ * 2Nb)}}}   ΔrH° = 489,9 kJ/mol
{\displaystyle {\ce {(Nb+ * 2Nb) + Nb -> (Nb+ * 3Nb)}}}   ΔrH° = 589,9 kJ/mol
{\displaystyle {\ce {(Nb+ * 3Nb) + Nb -> (Nb+ * 4Nb)}}}   ΔrH° = 556,9 kJ/mol
{\displaystyle {\ce {(Nb+ * 4Nb) + Nb -> (Nb+ * 5Nb)}}}   ΔrH° = 568,2 kJ/mol
{\displaystyle {\ce {(Nb+ * 5Nb) + Nb -> (Nb+ * 6Nb)}}}   ΔrH° = 650,2 kJ/mol
{\displaystyle {\ce {(Nb+ * 6Nb) + Nb -> (Nb+ * 7Nb)}}}   ΔrH° = 592 kJ/mol
{\displaystyle {\ce {(Nb+ * 7Nb) + Nb -> (Nb+ * 8Nb)}}}   ΔrH° = 578,2 kJ/mol
{\displaystyle {\ce {(Nb+ * 8Nb) + Nb -> (Nb+ * 9Nb)}}}   ΔrH° = 604,2 kJ/mol
Il niobio reagisce inoltre con l'etilene, l'azoto, l'esafluoruro di zolfo, il propilene, l'1-butene, l'isobutano, il propano, il metano e il monossido d'azoto.

### Precauzioni
I composti del niobio sono abbastanza rari da incontrare nella quotidianità; sono tuttavia tossici e dovrebbero essere maneggiati con la necessaria cautela. La polvere di niobio metallico irrita la pelle e gli occhi e può incendiarsi. La tossicità per ingestione risulta lenta.

### Composti
- Carburo di niobio
- Niobato di litio
- Niobato di potassio
- Niobato di sodio
- Ossido di niobio

## Applicazioni

### Medicina
Il niobio è stato utilizzato in studi clinici sul trattamento dell'obesità e del sovrappeso. La sua completa inerzia ai fluidi corporei lo rende un componente ideale per gli impianti ossei e può anche essere utilizzato per suturazioni interne.

### Metallurgia
Viene utilizzato come additivo in molte leghe e agisce anche come rifinitore dei grani negli acciai strutturali, dove migliora la resistenza agli shock termici, la duttilità a caldo e la resistenza alla trazione. Il niobio e alcune delle sue leghe presentano superconduttività, rendendoli di interesse per la realizzazione degli avvolgimenti di magneti ad alta potenza.

### Industria nucleare
A causa della piccola sezione d'urto dei neutroni termici e della buona resistenza a diversi refrigeranti a base di metallo liquido come sodio, litio, ecc., il niobio è di grande interesse nella tecnologia nucleare.

### Industria chimica
Sebbene la sua resistenza alla corrosione non sia così eccezionale come quella del tantalio, il suo prezzo inferiore e la maggiore disponibilità rendono il niobio attraente per usi meno specifici, come rivestimenti negli impianti chimici.

### Elettronica
Il niobio è anche ampiamente utilizzato dall'industria elettronica nella produzione di condensatori, dove il suo film ossidato funge da isolante efficiente, e come filamento o supporto per filamenti. Il niobio è stato incorporato nelle termocoppie per aumentarne la stabilità a temperature elevate.

### Altre applicazioni
Tra gli altri usi rientrano:
- il carburo di niobio, insieme ai carburi di altri metalli refrattari come tantalio, titanio, tungsteno e vanadio, viene utilizzato come un carburo duro negli utensili da taglio,[4]
- nei sistemi avanzati di strutture aeronautiche nei programmi spaziali[25]
- come componente di alcune lenti ottiche a base di fosfato[25]
- diversi metaniobati sono stati utilizzati nelle ceramiche piezoelettriche e nei dielettrici[25]
- i materiali ottici non lineari contenenti niobio, tra cui LiNbO3, LiIO3, KH2PO4, sono utilizzati come generatori armonici, miscelatori di frequenza e oscillatori parametrico nelle regioni UV, visibile e nel vicino IR[26]
- un'altra classe di composti (K(Ta,Nb)O3, BaNaNb5O15, ecc.) mostra le proprietà dei cosiddetti materiali elettroottici, in cui i campi elettrici possono essere utilizzati per controllare i fasci di luce[26]
- il niobio di altissima purezza è impiegato nella realizzazione di cavità risonanti superconduttive per acceleratori di particelle[27]

Per le sue proprietà di superconduttore, il niobio è stato utilizzato nel progetto della NASA Gravity Probe B, che ha misurato per la prima volta gli effetti previsti dalla teoria della relatività generale di Einstein per la Terra.
I catalizzatori contenenti niobio sono promettenti per la scissione dell'acqua in idrogeno, l'ossidazione selettiva di alcani e olefine, l'epossidazione e la conversione della cellulosa in sostanze chimiche preziose.

## Legislazione
- The Australian Inventory of Industrial Chemicals
- Regolamento REACH[34]
- New Zealand EPA Inventory of Chemical Status